# Scopula perfumata
Scopula perfumata är en fjärilsart som beskrevs av Reuter 1893. Scopula perfumata ingår i släktet Scopula och familjen mätare. Inga underarter finns listade.